# St. Peter und Paul (Hausen)

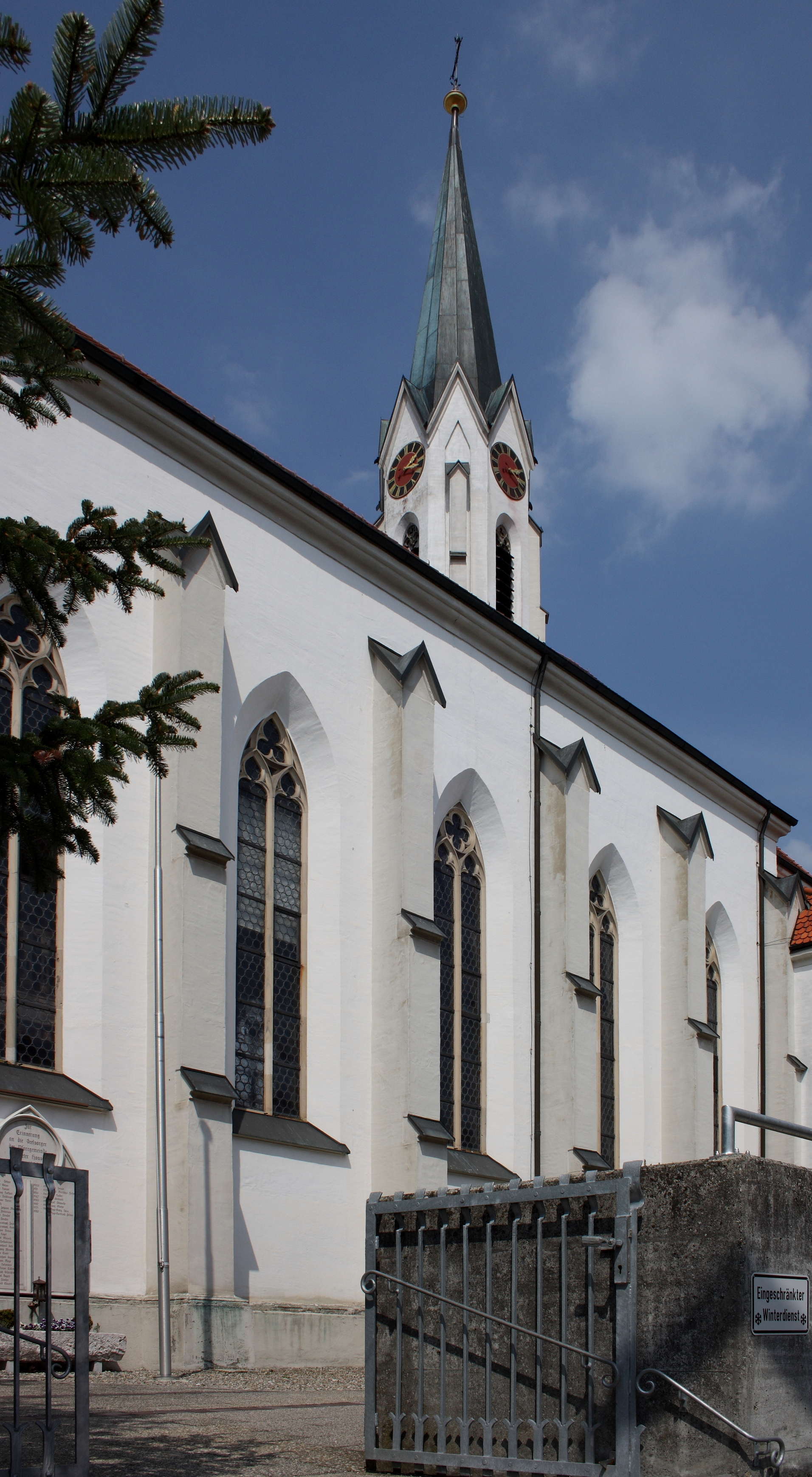
Pfarrkirche St. Peter und Paul

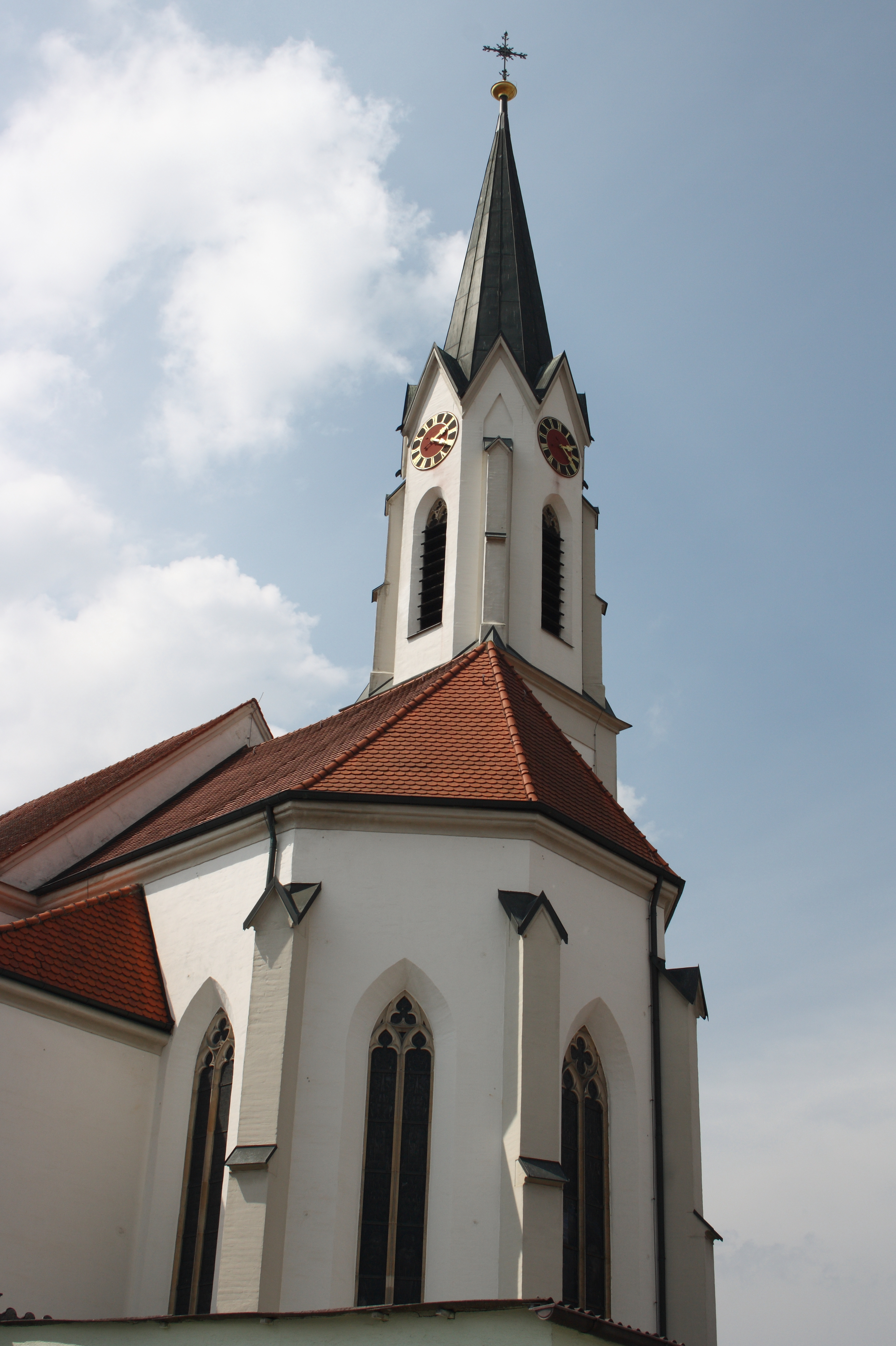
Ansicht von Osten

Die katholische Pfarrkirche St. Peter und Paul in Hausen, einem Stadtteil von Dillingen an der Donau im bayerischen Regierungsbezirk Schwaben, wurde Ende des 19. Jahrhunderts an der Stelle einer barocken Vorgängerkirche im Stil der Neugotik errichtet. Die Kirche, die den Aposteln Petrus und Paulus geweiht ist, gehört zu den geschützten Baudenkmälern in Bayern.

## Geschichte
Hausen ist der Sitz einer alten Pfarrei, für die bereits 1299 ein eigener Pfarrer nachgewiesen ist. Von 1542 bis 1546 und von 1552 bis 1616 war Hausen protestantisch. 1634 wurde die alte Kirche verwüstet und zwischen 1634 und 1650 wiederaufgebaut. 1696/97 erfolgte ein vollständiger Umbau des Gebäudes, das 1698 von Weihbischof Johannes Eustache Egolf von Westernach neu geweiht wurde. Der Turm wurde nach 1700 errichtet. Diese Kirche wurde 1759 mit Deckenbildern versehen, die Johann Anwander ausführte. Sie besaß als Spolien zwei mit Kapitellen verzierte romanische Säulen. 1883/84 wurde die Kirche abgebrochen und durch einen Neubau nach den Plänen des Augsburger Kreisbauamtsassessors Georg Maxon ersetzt. 1896 fand die Weihe der neuen Kirche statt. Seit der Außenrestauration von 1973 ist der Backsteinbau verputzt. Die letzte Innenrenovierung erfolgte 1980/81.

## Architektur

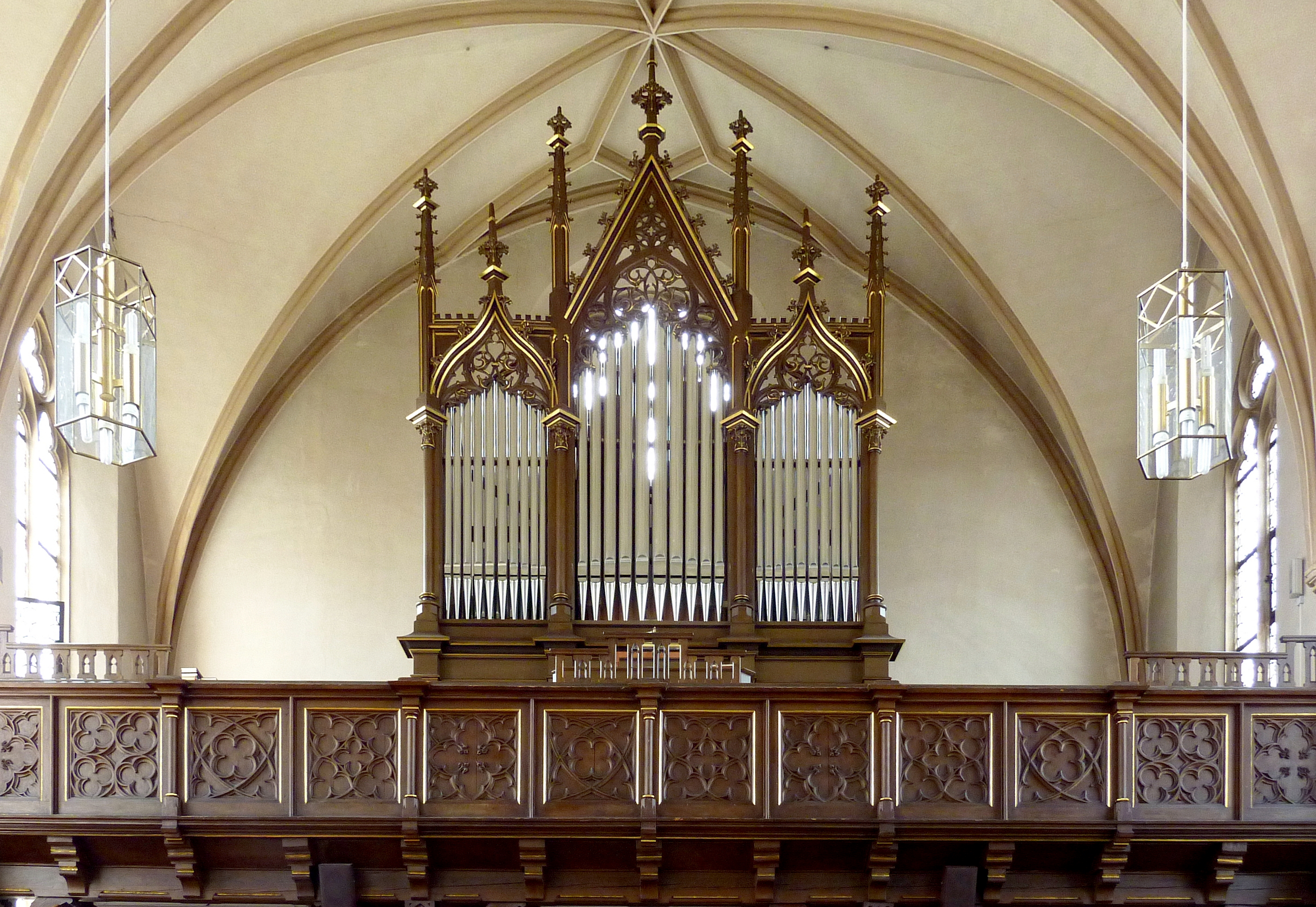
Orgelempore

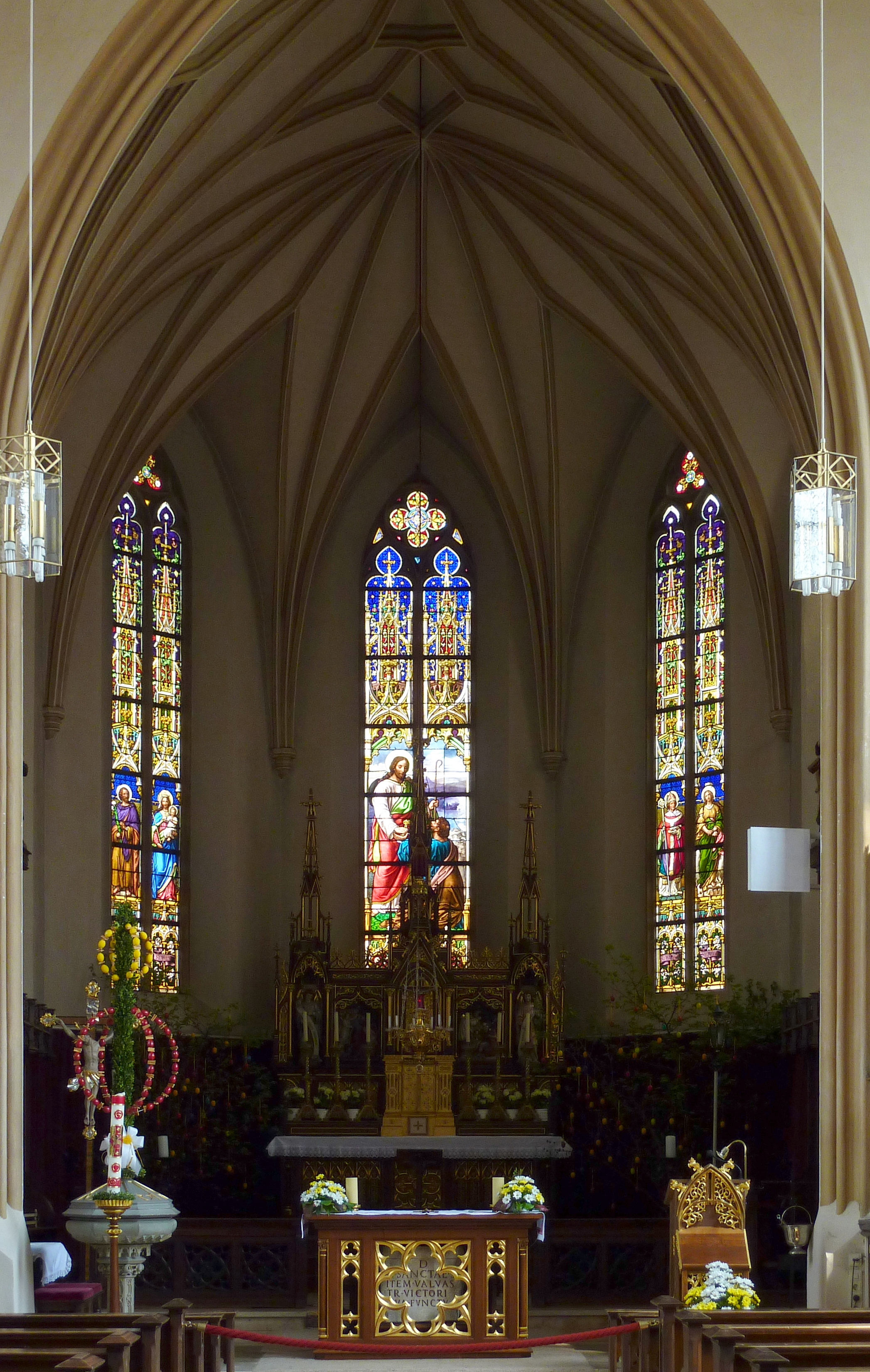
Chor

Im nördlichen Chorwinkel erhebt sich der Turm. Er besteht aus einem quadratischen Unterbau und einem oktogonalen Aufbau, der mit einem Spitzhelm über Giebeln gedeckt ist. Das Glockengeschoss wird an den Schrägseiten von Strebepfeilern gestützt und ist von hohen, spitzbogigen Klangarkaden durchbrochen.
Das Langhaus ist einschiffig. Ein gebrochener Chorbogen öffnet sich zum eingezogenen, dreiseitig geschlossenen Chor, der um zwei Stufen erhöht ist. Langhaus und Chor werden von einem neugotischen Netzgewölbe überspannt. Den westlichen Abschluss bildet eine auf vier Holzpfosten aufliegende Empore mit holzgeschnitzter Brüstung, zu der zwei seitliche Treppenaufgänge führen und auf der die Orgel eingebaut ist.
Im Turmuntergeschoss ist ein römischer Weihestein mit Inschrift vermauert, der wohl aus dem Apollo-Grannus-Tempel in Faimingen stammt. Am Strebepfeiler des Chors befindet sich ein Quader mit stark verwittertem Blattdekor aus dem frühen 13. Jahrhundert, eine Spolie, die vermutlich aus der ersten Kirche stammt.

## Bleiglasfenster
Die Wände von Chor und Langhaus sind von großen Spitzbogenfenstern mit Maßwerk durchbrochen. Die seitlichen Bleiglasfenster im Chor stellen links den heiligen Josef und Maria mit dem Jesuskind und rechts die Patrone des Bistums Augsburg, den heiligen Ulrich und die heilige Afra, dar. Das mittlere Chorfenster zeigt die Szene der Schlüsselübergabe an Petrus, den Schutzpatron der Kirche.

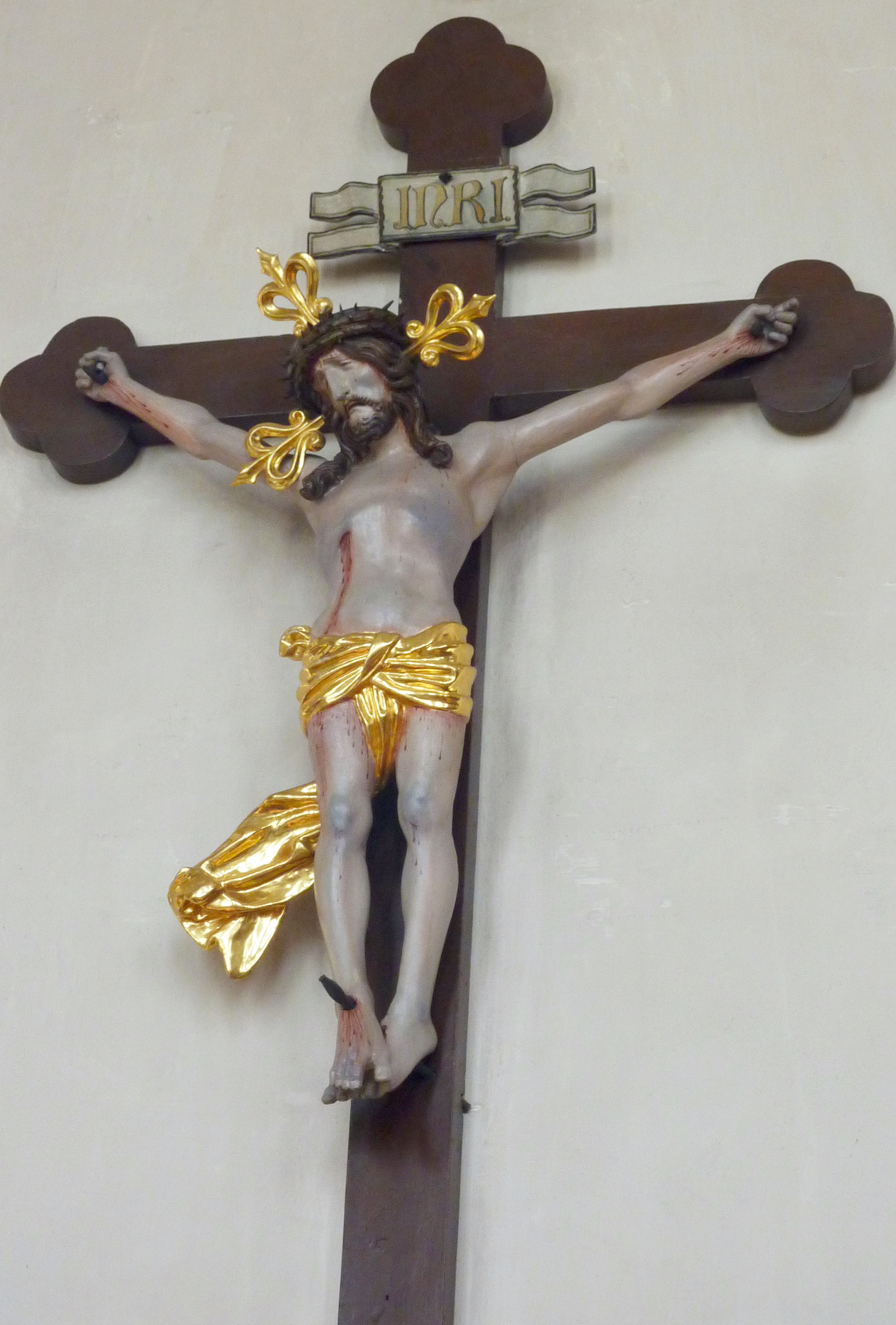
Kruzifix

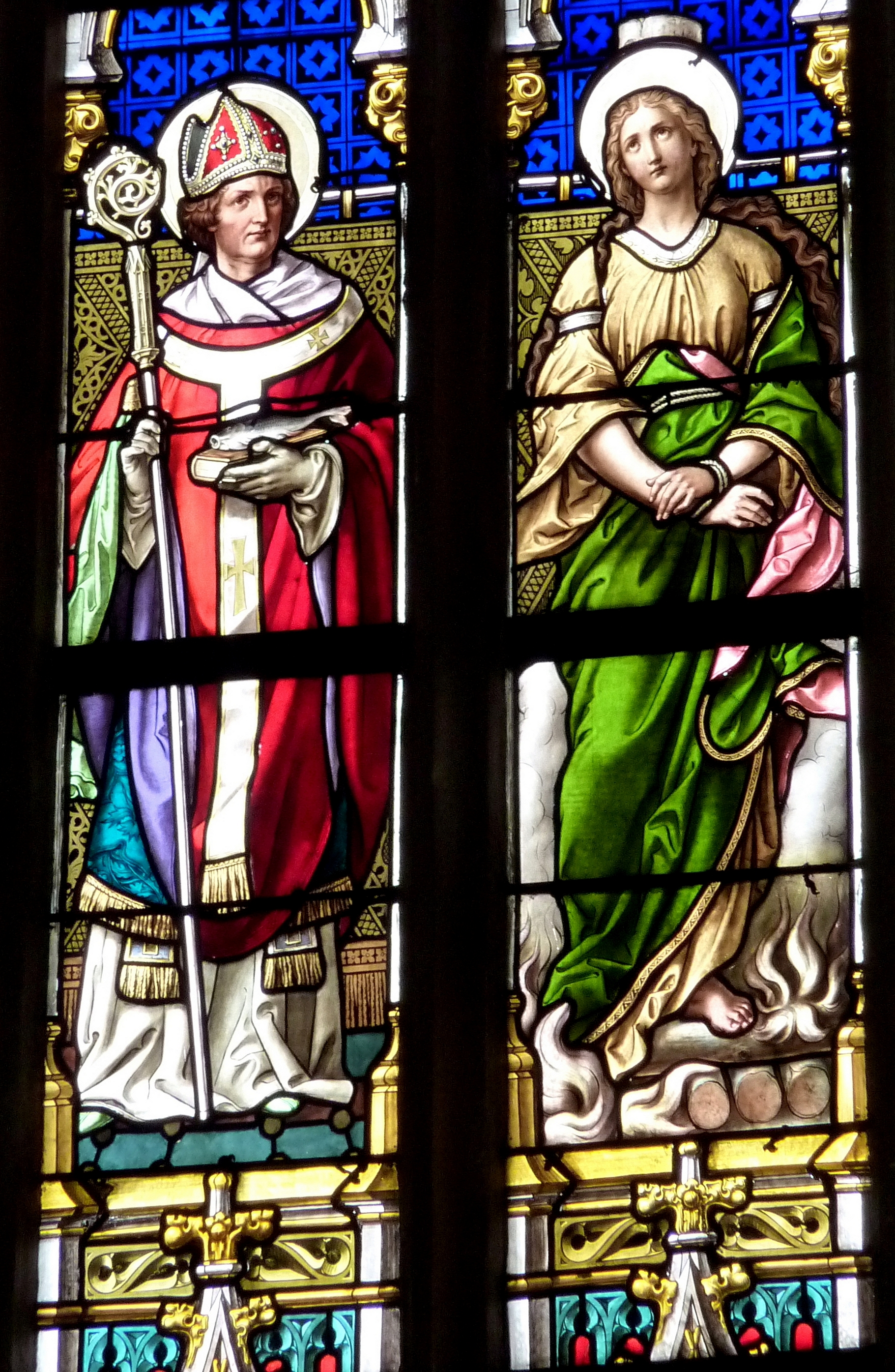
Heiliger Ulrich und heilige Afra
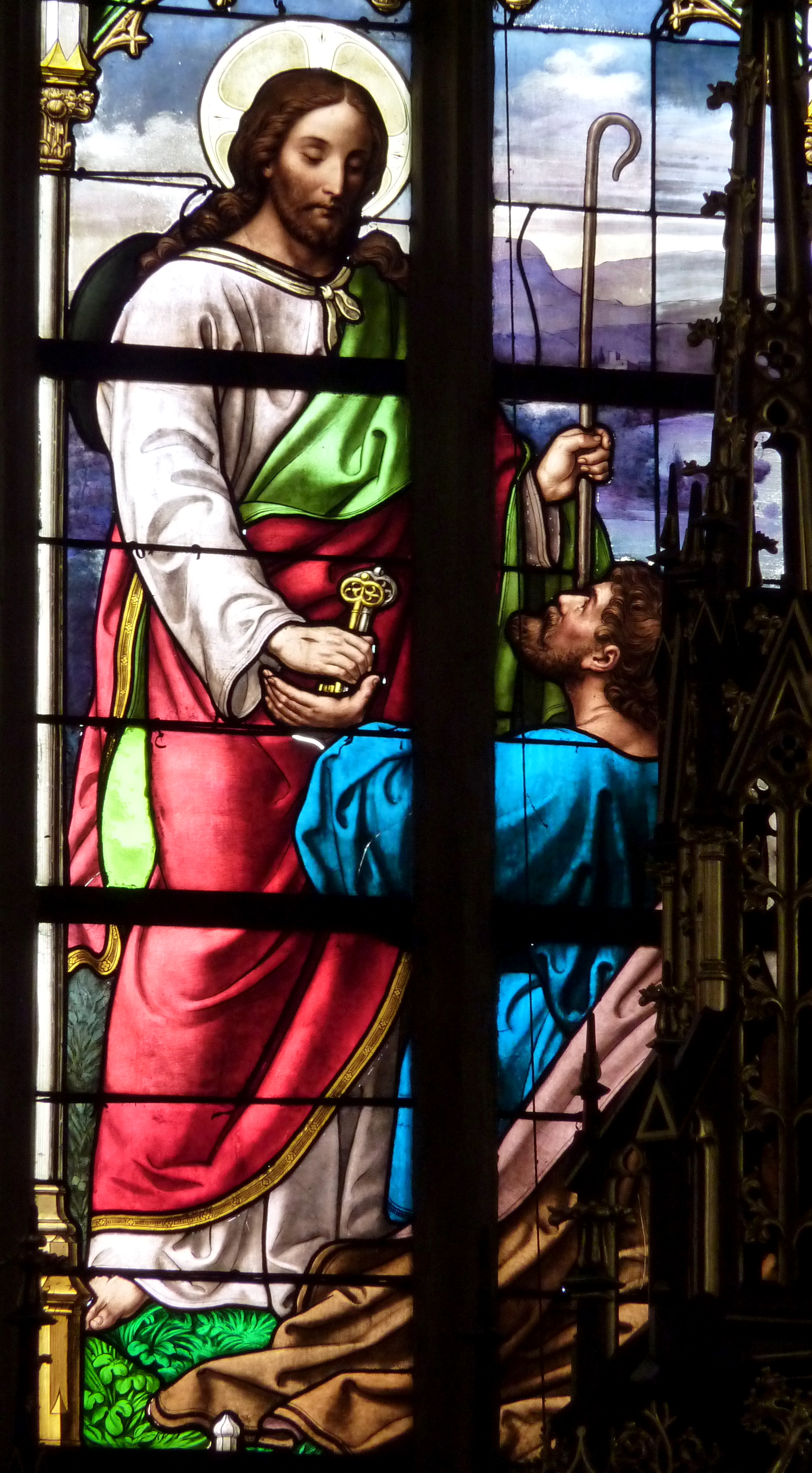
Schlüsselübergabe an Petrus

## Ausstattung
- Das Holzkruzifix an der südlichen Langhauswand stammt aus dem ersten Viertel des 16. Jahrhunderts.